# Nouveau cimetière de Vaasa
Le nouveau cimetière de Vaasa (finnois : Vaasan uusi hautausmaa) est un cimetière du quartier de Vöyrinkaupunki à Vaasa en Finlande.

## Présentation
Le nouveau cimetière de Vaasa a été fondé le 19 mai 1921. 
Des carrés supplémentaires ont été construits dans le cimetière selon les besoins. 
Le dernier carré créé a été achevé en 2013.
Le nouveau cimetière de Vaasa reçoit des cercueils et des urnes,
Le bâtiment des chapelles funéraires comprend :
- le bureau du cimetière
- une grande et une petite chapelle funéraires
- un crématorium

La chapelle funéraire du nouveau cimetière, accueille aussi des concerts et des dévotions.
Le bâtiment, achevé en 1973, a été conçu par l'architecte Juhani Katainen. Le bâtiment dispose de deux chapelles, la plus petite pouvant accueillir 60 personnes et la plus grande pouvant accueillir 140 personnes.
Le vitrail de la petite chapelle est décoré d'une mosaïque de verre du professeur Lauri Ahlgren de 1997.